# 鳥海 (砲艦)
鳥海(ちょうかい、旧仮名:てうかい)は、日本海軍の砲艦。
艦名は秋田・山形県境の鳥海山にちなんで命名された。

## 概要
石川島造船所で建造、1887年に進水した砲艦。
「愛宕」と同型(摩耶型砲艦)になる。
朝鮮半島・清国沿岸の警備任務に多く従事し、
日清戦争では第三遊撃隊の1艦として威海衛攻略作戦に従事した。
北清事変に従軍。
日露戦争では第三艦隊所属で、主に沿岸防御に従事した。
1908年除籍。
以後は佐世保水雷団の練習船となり、
1911年廃船、
船体は翌年売却された。

## 艦型

### 他艦との相違点
- 船体は「摩耶」と同じ鉄製[13]。
- 1888年(明治21年)1月に推進器の改造が決定した[21]。青銅製3翼グリフィス型[22]で直径8 ft 6 in (2.591 m)、ピッチ9 ft 6 in (2.896 m)、ピッチ変化量9 ft (2.743 m)から10 ft (3.048 m)[23]。別資料によると直径2.445m、ピッチ2.846m、翼面積は1個当たり1.453平方メートル[24]。
- 竣工時の兵装は21cm克(クルップ)砲1門、12cm克砲1門、1インチ4連諾典砲2基だった[13]。重量の関係で艦首主砲(21cm砲)の搭載位置は「摩耶」の搭載位置と比較して若干後方へ移動した[25]。

### 要目
製造契約時の要目は以下の通り。
- 垂線間長:154 ft 3 in (47.015 m)
- 最大幅:26 ft 11 in (8.204 m)
- 船倉の深さ:13 ft 7 in (4.140 m)
- 吃水:前部8 ft 8 in (2.642 m)、後部10 ft 8 in (3.251 m)
- 機関:2軸、横置連合レシプロ
- 出力:自然通風700馬力、強圧通風950馬力
- 速力:10ノット[14]

### 変遷
- 1889年(明治22年)5月16日に搭載艇を「摩耶」「愛宕」と同じカッター2隻、ギグ2隻に変更することが認許された[16]。
- 1894年(明治27年)時の兵装は21cm克砲1門、25口径12cm克砲1門、25mm諾式4連装機砲2基[7]。

### 公試成績
| 実施日        | 種類         | 排水量 | 回転数 | 出力                                                      | 速力           | 場所 | 備考           | 出典   |
| ------------- | ------------ | ------ | ------ | --------------------------------------------------------- | -------------- | ---- | -------------- | ------ |
| 1888年12月6日 | 強圧通風     |        |        | 右舷高圧:217.68 同低圧:112.25 左舷高圧:不明 同低圧:132.44 | 平均7.99ノット |      | 竣工前の試運転 | [ 27 ] |
|               | 公試         |        | 140rpm | 744馬力                                                   | 10.33ノット    |      |                | [ 24 ] |
|               | 強圧通風全力 |        | 140rpm | 747馬力                                                   | 10.86ノット    |      | 竣工後の公試   | [ 28 ] |

## 艦歴

### 建造
1885年(明治18年)
1月頃に「愛宕」と同型の砲艦を石川島造船所で1隻、小野浜造船所で1隻(後の「摩耶」)製造することが決定し、
3月2日に石川島造船所と製造契約を締結、
製造期限は23カ月、
契約金額は164,500円、
または162,830.94円。
3月5日「鳥海」と命名された。
艦名候補として榛名、赤城、妙義(みょうぎ)、武甲(ぶこう)、葦穂、磐梯、飯豊(いいで)、鳥海(ちょうかい)があった(読み仮名は全て旧仮名遣い、括弧内は現代仮名遣い)。
1886年(明治19年)1月25日起工した。
5月には製造期限(契約時は明治19年12月まで)延長の申し出、6月には製造費増額(196,643.94円に増額)の申し出が石川島造船所から提出された。
1887年(明治20年)8月20日命名進水、
1888年(明治21年)5月18日横須賀鎮守府所属とされた。
12月6日試運転を施行、標柱間(1往復)での平均速力は7.99ノットだった、
12月27日品海で造船所から鳥海艦長品川四方一へ引き渡し(竣工)、12時30分に国旗を掲揚した。

### 1889年
1889年(明治22年)
5月28日佐世保鎮守府所轄航海練習艦に定められた。
12月26日佐世保鎮守府警備艦に指定された。

### 1890年
1890年(明治23年)
1月6日朝鮮国警備のために佐世保を出港した。
8月23日第一種に指定。
10月4日「鳥海」は長崎港に帰国した。

### 1892年 - 1893年
1892年(明治25年)
8月20日朝鮮国警備のために佐世保を出港、
1893年(明治26年)
7月25日佐世保港に帰国した。

### 1894年
1894年(明治27年)
4月4日練習艦の役務を解かれ、
5月23日予備艦に指定、
同日第1予備艦に編入、
第1予備艦の間は定員67名とされた。
6月5日予備艦だった「鳥海」は警備艦に指定された、
6月10日朝鮮国警備のために佐世保を出港した。
7月19日常備艦隊に編入された。

### 日清戦争
日清戦争では旅順・大連・威海衛攻略作戦等に参加。

### 1895年
1895年(明治28年)
9月10日常備艦隊から除かれ、西海艦隊に編入された。
11月15日西海艦隊から除かれ、佐世保鎮守府警備艦に定められた。
11月23日佐世保港に帰国した。

### 1896年
1896年(明治29年)
3月16日常備艦隊に編入された。
3月17日に朝鮮国警備のため佐世保を出港、
8月27日竹敷に帰国した。
10月21日役務を解かれた。

### 1897年
1897年(明治30年)
3月8日第1予備艦とされ、4月12日常備艦隊に編入された。
5月8日朝鮮国警備のために佐世保を出港した。

### 1898年
1898年(明治31年)
1月19日尾崎に帰国した。
1月28日常備艦隊より除かれ、第2予備艦に定められた。
3月21日類別等級を二等砲艦とされた。
5月3日警備艦兼練習艦に定められた。
8月2日常備艦隊に編入された。
9月4日韓国警備のために佐世保を出港した。

### 1899年
1899年(明治32年)
3月11日竹敷に帰国した。
5月3日常備艦隊から除かれ、第1予備艦に定められた。
6月17日佐世保鎮守府艦隊に編入された。
9月29日常備艦隊に編入された。
10月16日に清国警備のために佐世保を出港した。

### 1900年
1900年(明治33年)
5月15日佐世保港に帰国、
5月20日役務を解かれ、同日第1予備艦に定められた。

### 北清事変
1900年(明治33年)
8月11日常備艦隊に編入された。
8月27日佐世保を出港、
北清事変では大沽方面の警備に従事した。
12月15日佐世保港に帰国した。
12月18日役務を解かれ、第2予備艦に定められた。

### 修理
1901年(明治34年)
12月に従来のボイラーが老朽化のため、佐世保造船廠に於いて同形式の新ボイラーと交換された。
1902年(明治35年)
1月28日第3予備艦に定められた。

### 1903年
1903年(明治36年)
1月23日第1予備艦に定められた。
6月22日常備艦隊に編入、
翌23日居留民保護の為に清国派遣が命令された。
7月14日北清警備のために佐世保を出港、
9月14日佐世保港に帰国した。
10月23日居留民保護の任務が解かれ、帰国命令が出された。
12月28日第三艦隊に編入された。

### 1904年
1904年(明治37年)
1月29日韓国南岸の警備のために竹敷を出港、2月2日竹敷に帰国した。

### 日露戦争
2月6日日露戦争開戦。
「鳥海」は2月12日尾碕を出港、
5月26日、砲艦「筑紫」とともに対地支援射撃を実施して陸軍第2軍(司令官：男爵奥保鞏大将)の南山攻撃を援護したが、ロシア軍南山砲台から反撃を受け艦長林三子雄中佐が戦死した。
8月からの旅順攻略作戦に参加。
1905年(明治38年)
1月25日神ノ浦に一時帰国、
3月29日神ノ浦を出港、
4月18日尾崎に一時帰国した。
6月14日第四艦隊に編入された。
7月6日鴛泊港を出港、
樺太作戦に参加、
8月1日小樽港に帰国した。
8月20日第四艦隊から除かれ、警備艦に定められた。
10月16日終戦となった。

### 1905年 - 1906年
1905年(明治38年)
11月4日旅順鎮守府司令長官の指揮下に入った。
1906年(明治39年)
2月8日遼東半島警備のために神ノ浦を出港、
8月4日佐世保港に一時帰国。
8月9日佐世保を出港、引き続き遼東半島の警備任務に就いた。
11月5日旅順鎮守府司令長官の指揮下から除かれ、同日第2予備艦に定められた。
11月18日薄香港(長崎県平戸市)に帰国した。

### 除籍後
1908年(明治41年)
4月1日除籍、艦艇類別等級別表からも削除された。
同日雑役船舟とされ、練習のために佐世保海兵団の附属とされた。
同地で五等機関兵の実地訓練等に使用された。
1911年(明治44年)
4月1日「鳥海」は佐世保海兵団から還納の上、廃船とする訓令が出された。
5月23日廃船。
12月21日売却訓令。
翌1912年(明治45年)3月5日に売却が報告された。

## 艦長
※『日本海軍史』第9巻・第10巻の「将官履歴」及び『官報』に基づく。
- 品川四方一 少佐：1888年5月14日 - 1891年12月14日
- 伊藤常作 少佐：1891年12月14日 - 1893年10月12日
- 上村彦之丞 少佐：1893年10月12日 - 1894年6月8日
- 東郷正路 少佐：1894年6月8日 - 1895年1月30日
- 小倉鋲一郎 少佐：1895年8月27日 - 1897年2月4日
- 中尾雄 少佐：1897年2月18日 - 1897年10月8日
- 矢島功 少佐：1897年10月8日 - 1897年12月27日
- 宮岡直記 中佐：1897年12月27日 - 1898年10月1日
- 藤井較一 中佐：1898年10月1日 - 1899年6月17日
- 高橋助一郎 中佐：1899年6月17日 - 1900年5月20日
- 中村貞邦 中佐：1900年8月11日 - 1901年2月18日
- 森義太郎 中佐：1903年6月22日 - 1903年11月5日
- 山澄太郎三 中佐：1903年11月5日 - 1904年3月29日
- 林三子雄 中佐：1904年3月29日[51] - 1904年5月26日(戦死)
- 広瀬勝比古 中佐：1904年5月 - 1905年1月7日
- 牛田従三郎 中佐：1905年1月7日 - 1905年8月5日
- 高島万太郎 中佐：1906年9月28日 - 1907年2月28日
- 中野直枝 中佐：1907年2月28日 - 1907年7月1日
- 高木七太郎 中佐：1907年7月1日 - 1908年2月20日
- (兼)松永光敬 中佐：1908年2月20日 -